# Chamaemyia hypsophila
Chamaemyia hypsophila är en tvåvingeart som beskrevs av Tanasijtshuk 1986. Chamaemyia hypsophila ingår i släktet Chamaemyia och familjen markflugor.
Artens utbredningsområde är Tadzjikistan. Inga underarter finns listade i Catalogue of Life.